# UFC Fight Night: Holloway vs. Oliveira
UFC Fight Night: Holloway vs. Oliveira è stato un evento di arti marziali miste tenuto dalla Ultimate Fighting Championship svolto il 23 agosto 2015 al SaskTel Centre di Saskatoon, Canada.

## Retroscena
Questo evento fu il primo organizzato dalla UFC a Saskatchewan in Canada. Nel main event della card si sfidarono, nella categoria dei pesi piuma, Max Holloway e Charles Oliveira.
Due incontri, Rick Story contro Erick Silva e Marcos Rogerio de Lima contro Nikita Krylov, vennero inizialmente organizzati per l'evento UFC Fight Night: Machida vs. Romero. Tuttavia, il 19 giugno, venne annunciato che a causa di alcuni problemi avuti con il rilascio del visto d'ingresso per gli Stati Uniti, i due incontri furono posticipati per questo evento. L'11 agosto, un infortunio costrinse Story a saltare il match con il brasiliano, al suo posto venne inserito Neil Magny. Quest'ultimo aveva combattuto 22 giorni prima, dove venne sconfitto da Demian Maia a UFC 190.
Chris Wade avrebbe dovuto affrontare Olivier Aubin-Mercier. Tuttavia, Wade venne rimosso dalla card alla fine di luglio a causa di un infortunio e sostituito da Tony Sims.
Sean O'Connell doveva vedersela con il nuovo arrivato Misha Cirkunov. O'Connell però venne rimosso dalla card l'11 agosto e sostituito da Daniel Jolly.

## Risultati
|                  | Divisione         |                       |                 |                        | Metodo                                      | Round           | Tempo           | Premio          |
| Card Principale  | Card Principale   | Card Principale       | Card Principale | Card Principale        | Card Principale                             | Card Principale | Card Principale | Card Principale |
| ---------------- | ----------------- | --------------------- | --------------- | ---------------------- | ------------------------------------------- | --------------- | --------------- | --------------- |
|                  | Pesi Piuma        | Max Holloway          | batte           | Charles Oliveira       | KO Tecnico (infortunio all'esofago)         | 1               | 1:39            |                 |
|                  | Pesi Welter       | Neil Magny            | batte           | Erick Silva            | Decisione non unanime (28-29, 29-28, 30-27) | 3               | 5:00            |                 |
|                  | Pesi Welter       | Patrick Côté          | batte           | Josh Burkman           | KO Tecnico (pugni)                          | 3               | 1:26            | FOTN            |
|                  | Pesi Leggeri      | Francisco Trinaldo    | batte           | Chad Laprise           | KO Tecnico (pugni)                          | 1               | 2:43            |                 |
|                  | Pesi Leggeri      | Olivier Aubin-Mercier | batte           | Tony Sims              | Decisione unanime (30-27, 30-27, 29-28)     | 3               | 5:00            |                 |
|                  | Pesi Paglia (F)   | Valerie Letourneau    | batte           | Maryna Moroz           | Decisione unanime (29-28, 29-28, 30-27)     | 3               | 5:00            |                 |
| Card Preliminare |                   |                       |                 |                        |                                             |                 |                 |                 |
|                  | Pesi Leggeri      | Frankie Perez         | batte           | Sam Stout              | KO Tecnico (pugni)                          | 1               | 0:54            | POTN            |
|                  | Pesi Gallo        | Felipe Arantes        | batte           | Yves Jabouin           | Sottomissione (armbar)                      | 1               | 4:21            | POTN            |
|                  | Pesi Mediomassimi | Nikita Krylov         | batte           | Marcos Rogerio de Lima | Sottomissione (rear-naked choke)            | 1               | 2:29            |                 |
|                  | Pesi Mosca        | Chris Kelades         | batte           | Chris Beal             | Decisione non unanime (27-30, 29-28, 29-28) | 3               | 5:00            |                 |
|                  | Pesi Leggeri      | Shane Campbell        | batte           | Elias Silverio         | Decisione unanime (29-28, 29-28, 29-28)     | 3               | 5:00            |                 |
|                  | Pesi Mediomassimi | Misha Cirkunov        | batte           | Daniel Jolly           | KO (pugni)                                  | 1               | 4:45            |                 |

- Inizialmente sembrava che l'infortunio riportato da Oliveira riguardasse il collo, ma successivamente venne rivelato che Oliveira subì lo strappo dell'esofago.

## Premi
I lottatori premiati ricevettero un bonus di 50.000 dollari.
Legenda:
- FOTN: Fight of the Night (vengono premiati entrambi gli atleti per il miglior incontro dell'evento)
- POTN: Performance of the Night (viene premiato il vincitore per la migliore performance dell'evento)

## Incontri Annullati
|  | Divisione         |                |        |                       | Motivo                             |
|  | ----------------- | -------------- | ------ | --------------------- | ---------------------------------- |
|  | Pesi Welter       | Rick Story     | contro | Erick Silva           | Story subì un infortunio           |
|  | Pesi Leggeri      | Chris Wade     | contro | Olivier Aubin-Mercier | Wade subì un infortunio            |
|  | Pesi Mediomassimi | Sean O'Connell | contro | Misha Cirkunov        | O'Connell venne rimosso dalla card |